# Daruvarski Vinogradi
Daruvarski Vinogradi is een plaats in de gemeente Daruvar in de Kroatische provincie Bjelovar-Bilogora. De plaats telt 166 inwoners (2001).